# Đào Tam Lang

### 1. Thân thế và chí khí anh hùng
Tướng quân Đào Kỳ, còn gọi là Đào Tam Lang, quê tại làng Hội Phụ, tổng Cối Giang, thuộc phủ Từ Sơn xưa, nay là xã Mai Lâm, huyện Đông Anh. Từ nhỏ ông mồ côi cha mẹ, sống tự lập, sớm bộc lộ khí chất phi thường, thông minh, cương nghị, văn võ kiêm toàn. Chính khí ấy đã đưa ông bước vào trang sử dựng nước đầy oanh liệt của dân tộc.
Tại quê hương, ông kết duyên cùng Phương Dung, người con gái tài sắc, con của ông Nguyễn Trát – một hào trưởng lớn ở vùng Vĩnh Tế, Lang Tài (Bắc Ninh). Bà là người có chí lớn, giỏi thao lược, từng lánh nạn giặc Tô Định về vùng Cối Giang, từ đó nên duyên cùng Đào Kỳ, trở thành người bạn đồng hành trên cả mặt trận và đời sống.

### 2. Hưởng ứng cờ khởi nghĩa Hai Bà Trưng
Mùa xuân năm 40, khi Trưng Trắc phất cờ khởi nghĩa tại Mê Linh, hai ông bà đã lập tức hưởng ứng. Tướng quân Đào Kỳ chiêu mộ nghĩa binh tại Hội Phụ, tổ chức đội quân hùng mạnh tiến về Hát Môn yết kiến Hai Bà Trưng. Tại đây, ông được phong Đại nguyên soái, chỉ huy cả hai đạo thủy – bộ binh, còn bà Phương Dung trở thành trợ tá quân cơ, cùng xông pha nơi trận mạc.
Với lòng trung quân và tài thao lược, ông bà lập nhiều chiến công hiển hách, góp phần đánh đổ ách đô hộ tàn bạo của Tô Định, thu phục nhiều vùng đất, khôi phục nền tự chủ cho đất Giao Châu.

### 3. Thời kỳ xây dựng và giữ nước
Sau thắng lợi khởi nghĩa, Trưng Trắc lên ngôi xưng vương, đóng đô ở Mê Linh. Tướng quân Đào Kỳ được giao trọng trách trấn nhậm vùng Bắc Đuống (nay là khu vực Đông Ngàn, Cổ Loa). Ông tích cực khai khẩn đất hoang, khuyến khích nông tang, phát triển nghề dệt lụa, chăn tằm. Cuộc sống nơi đây thịnh trị, dân tình yên ổn, được muôn dân ngợi ca là một vị quan thanh liêm, có đức độ và chí khí lớn.

### 4. Chiến đấu và hy sinh trong cuộc kháng Hán lần hai
Năm 42, nhà Hán sai Phục Ba tướng quân Mã Viện đem quân xâm lược nước ta. Tướng quân Đào Kỳ cùng phu nhân tiếp tục nhận mệnh xuất chinh, dẫn quân lên giữ các ải phía Bắc và tiếp viện chiến tuyến Cấm Khê. Trong một trận chiến khốc liệt, Hai Bà Trưng thất thế. Tướng quân Đào Kỳ bị thương nặng khi chiến đấu và cố gắng cưỡi ngựa vượt về quê hương. Khi đến đất Cổ Loa thì ông gục xuống và hóa thần.
Phu nhân Phương Dung, sau khi lạc mất chồng, tìm về đến nơi, hay tin chồng tử trận, đã rút gươm tự vẫn, giữ trọn đạo nghĩa vợ chồng, trung trinh tiết liệt.

### 5. Tưởng niệm và phong thần
Nơi hai ông bà hóa thân tại vùng Cổ Loa nổi lên hai gò đất lớn, dân gian gọi là “mộ đôi nguyệt ảnh”, biểu tượng cho nghĩa tình vợ chồng son sắt. Nhân dân nhiều đời tôn thờ hai vị là Thành hoàng làng, Thượng đẳng thần, lập đền thờ trang nghiêm tại:
- Đền Hội Phụ (xã Mai Lâm – Đông Anh)
- Đền Lê Xá
- Đền Lộc Hà
- Đền Mai Hiên
- Cùng nhiều nơi khác trong vùng Đông Ngàn – Cổ Loa – Bắc Ninh

Đời Lê, Nguyễn ban nhiều sắc phong ca ngợi trung nghĩa lẫm liệt của hai vị, lưu danh thiên cổ.

### 6. Lưu tích và thi ca
“Sinh vi lương tướng, tử vi thần
Vạn cổ cương thường hệ như thân
Loa địa song đôi thu nguyệt ảnh
Vãng lai nhân thuyết tướng quân thần.”
Dịch nghĩa:
Sống là tướng giỏi, chết hóa thần

 Vạn đời nghĩa khí kết vợ chồng
Cổ Loa nguyệt sáng mờ đôi mộ

 Người qua nhắc mãi chuyện trung thần.

### 7. Di tích và tư liệu hiện còn
Hiện nay tại Viện Thông tin Khoa học xã hội và hệ thống đình đền Đông Anh – Bắc Ninh, còn lưu giữ nhiều bản thần tích, thần phả chép công tích của hai vị, tiêu biểu:
- Thần phả làng Lê Xá (1938)
- Thần tích xã Lộc Hà (1938)
- Thần tích xã Mai Hiên (1938)
- Thần phả đền Hội Phụ (Mai Lâm – Đông Anh)

Hiện ở đây có miếu thờ. Để tưởng nhớ công ơn của ba anh em họ Đào, nhân dân Đa Tốn đã lập miếu thờ (Đào Đô Thống thờ ở miếu Sén Tóc, thôn Ngọc Động, Đào Chiêu Hiển thờ ở Nghè Ông Hai, thôn Lê Xá và Đào Tam Lang thờ ở nghè cũ sau chuyển về nghè Lê Xá). Về sau, từ thế kỷ XVII trở đi, dân làng Ngọc Động và Lê Xá đã thờ ba ông làm thành hoàng làng.